# Moyenneville (Pas-de-Calais)
Moyenneville település Franciaországban, Pas-de-Calais megyében. Lakosainak száma 289 fő (2022. január 1.). Moyenneville Boisleux-au-Mont, Ablainzevelle, Ayette, Boiry-Saint-Martin, Courcelles-le-Comte és Hamelincourt községekkel határos.

## Népesség
A település népességének változása:
| Lakosok száma | 278  | 270  | 271  | 272  | 277  | 283  | 286  | 289  | 289  |
|               | 2013 | 2015 | 2016 | 2017 | 2018 | 2019 | 2020 | 2021 | 2022 |